# Ancylolomia tentaculella
Ancylolomia tentaculella is een vlinder uit de familie grasmotten (Crambidae). De spanwijdte van deze grote grasmot is 30 tot 34 millimeter.

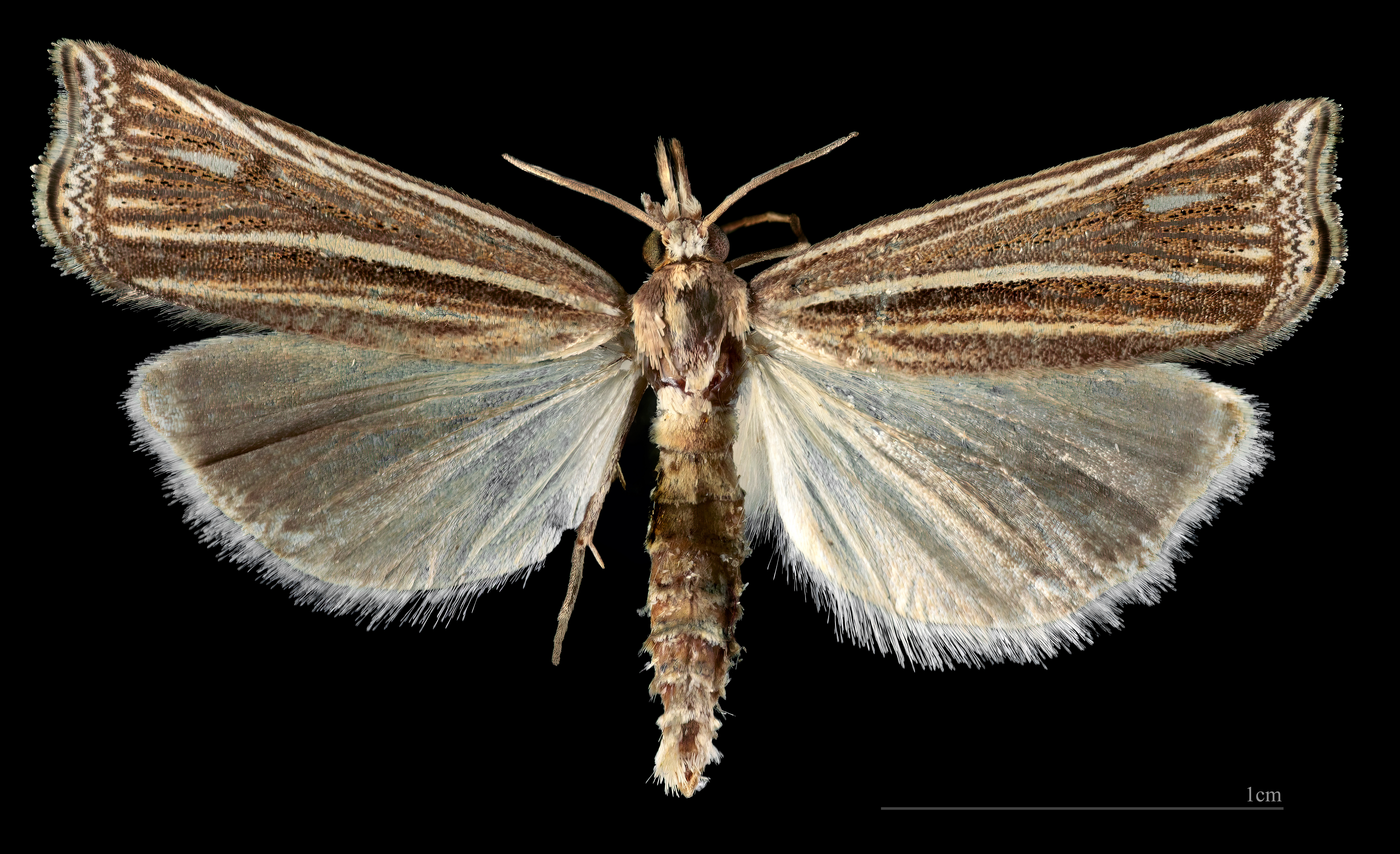
♂
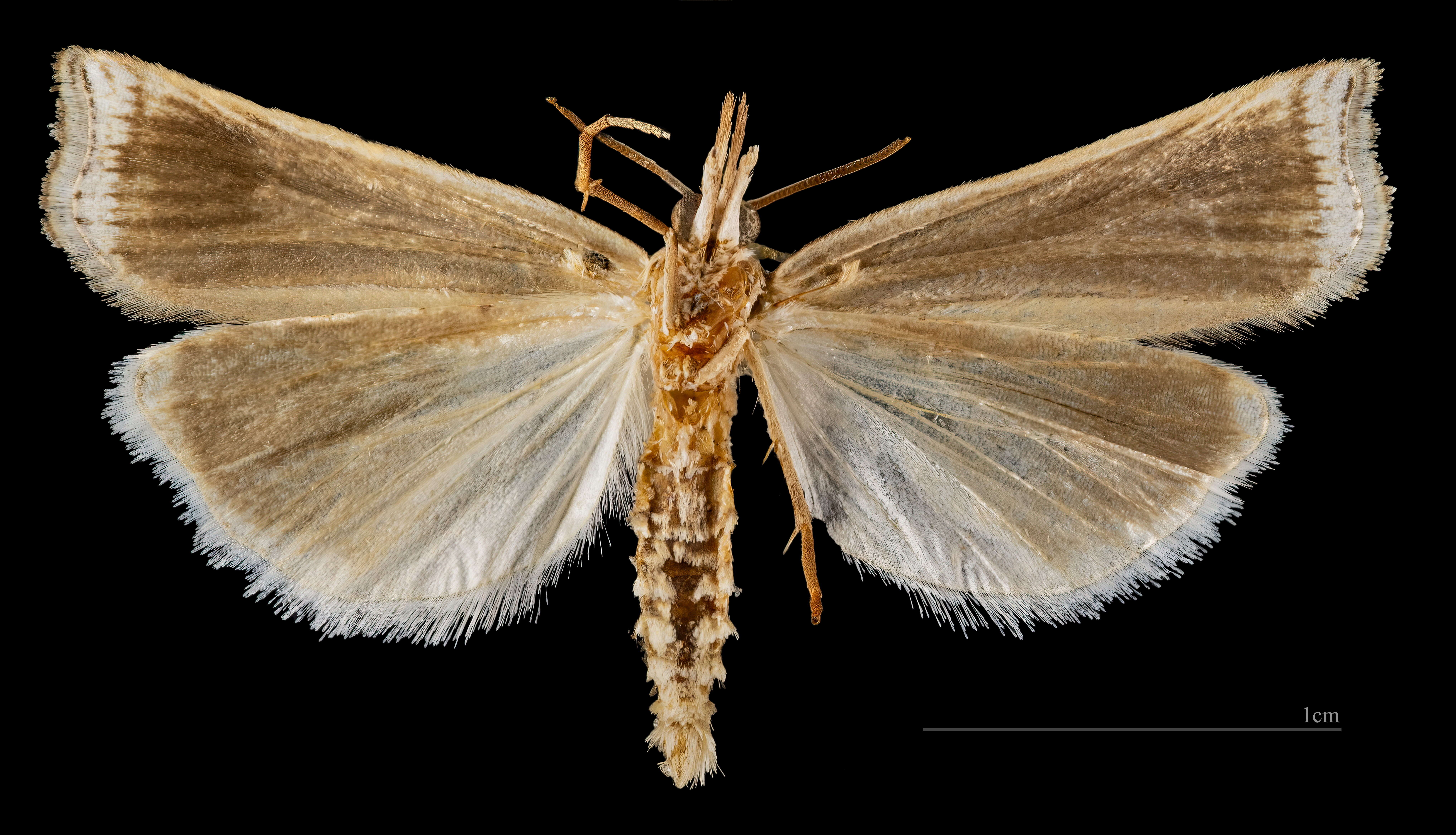
♂ △

Het verspreidingsgebied loopt van Zuid- en Centraal-Europa via Klein-Azië tot het Midden-Oosten.
De vliegtijd is juni en juli. Waardplanten zijn soorten uit de grassenfamilie.